# Strontiumbromide
Strontiumbromide (SrBr2) is het bromide van strontium. De stof komt voor als een wit geurloos kristallijn poeder, dat goed oplosbaar is in water. Bij een vlamtest geeft het een felrood licht. Het kent een aantal farmaceutische toepassingen. Strontiumbromide treedt ook op als di- en hexahydraat. Bij 180 °C wordt het omgezet in het anhydraat.

## Synthese
Strontiumbromide kan bereid worden uit een reactie van strontiumhydroxide en waterstofbromide:
{\displaystyle \mathrm {Sr(OH)_{2}\ +\ 2\ HBr\ \rightarrow \ SrBr_{2}\ +\ 2\ H_{2}O} }